# چینی (فیلم)
چینی (به فرانسوی: La Chinoise, ou plutôt à la Chinoise: un film en train de se faire) فیلمی است ساختهٔ ژان-لوک گدار، کارگردان فرانسوی، محصول سال ۱۹۶۷.

## خلاصه داستان
داستان چینی در پاریس در سال ۱۹۶۷ اتفاق می‌افتد. ورونیک (آن ویازمسکی)، گیوم (ژان‌پیر لئو)، هنری (میشل سمنیاکو)، ایوان (ژولیت برتو)، کیریلف (لکس دو بریژین) گروهی دانشجو هستند که تعطیلات تابستانی‌شان را در آپارتمان پدر و مادر ثروتمند یکی از رفقایشان می‌گذرانند. آن‌ها تمام مدت به مطالعه متون سیاسی و بحث و جدل با یکدیگر مشغولند و می‌خواهند بدانند چطور می‌شود آموزه‌های مائو تسه تونگ را در زندگی به کار بست. پس از خواندن مقاله‌هایی که خشونت را به منظور رسیدن به انقلاب مجاز می‌دانند، تصمیم می‌گیرند قتلی سیاسی مرتکب شوند. همه به جز هنری موافقند. دانشجویان هنری را از گروه اخراج می‌کنند. قرار می‌شود ورونیک شخص مورد مظرشان را بکشد اما اشتباهی پیش می‌آید و مرد بی‌گناهی کشته می‌شود. کیریلف به قتل اعتراف می‌کند و خودش را می‌کشد. با پایان تعطیلات، راه اعضای گروه از هم جدا می‌شود. هر کس باور دارد که قدمی به تصور خود از انقلاب نزدیک‌تر شده‌است.

## شخصیت‌ها
- ورونیک (با بازی آن ویامزسکی) دانشجوی فلسفه است. او رهبر غیررسمی گروه است. خانواده‌اش در کار بانک‌داری‌اند. او با گیوم رابطه عاشقانه دارد.
- گیوم (با بازی ژان‌پیر لئو) بازیگر تئاتر است. گاه‌وبیگاه تک‌گویی‌هایی از نمایشنامه‌های مختلف اجرا می‌کند.
- ایوان (با بازی ژولیت برتو) از خانواده‌ای روستایی‌ست. وقتی به پاریس می‌آید، به عنوان مستخدم خانه مشغول به کار می‌شود و هر وقت دستش تنگ می‌شود روسپی‌گری می‌کند. او با هنری رابطه عاشقانه دارد.
- هنری (با بازی میشل سمنیاکو) از اعضای یک سازمان است. کارش فروش کتاب‌ها و جزوه‌های سازمان است.
- سرژ کیریلف (با بازی لکس دو بریژین) پوچ‌گرایی روس است و قصد خودکشی دارد.[۳]

## تولید فیلم
چینی حتی در میان آثار موج نوی فرانسه رادیکال محسوب می‌شد، اما با اتفاقات زمانه خود تناسب بسیار داشت. از اواسط دهه ۶۰ میلادی دوره تغییرات اجتماعی بنیادین و تنش‌های سیاسی در جاهای مختلف جهان آغاز شد: از جنگ ویتنام، تیره‌تر شدن روابط روسیه و غرب، انقلاب فرهنگی چین و تآثیرات آن بر کشورهای خاور دور گرفته تا افزایش تنش‌ها میان دولت فرانسه و کارگران بخش عمومی و دانشجویان که در سال بعد به تظاهرات ملی و شورش منجر شد. چینی که در سال ۱۹۶۷ ساخته شد، پیش‌گویی وضعیتی بود که در مه ۱۹۶۸ فرانسه رخ داد.

## جوایز
- برنده جایزه ویژه هیئت داوران جشنواره بین‌المللی فیلم ونیز، ۱۹۶۷
- نامزد جایزه شیر طلا جشنواره بین‌المللی فیلم ونیز به عنوان بهترین فیلم، ۱۹۶۷[۵]